# Автобан A40 (Німеччина)
Федеральний автобан A40 (A40, нім. Bundesautobahn 40)  – автобан у Нижній Саксонії  проходить майже точно в напрямку захід-схід, протяжністю 95,4 кілометрів від голландського кордону в Штралені над сільською лівою частиною Нижнього Рейну через міста в Рурському регіоні Мерс, Дуйсбург і Мюльгайм-на-Рурі, Ессен і Бохум до Дортмунда.
По автобану A40 у Рурському регіоні, іноді проїжджає понад 100 000 транспортних засобів на день, є одним із найбільш інтенсивних автобанів у Німеччині. Між Ессеном і Дортмундом це ділянка автобану з найбільшою кількістю кілометрів заторів на кілометр автобану в усій Німеччині.
У 1970-х роках автомагістраль № 40 використовувалася для позначення нового будівництва «Lippe Schnellweg» через північ Рурського регіону, яке так і не було реалізовано. У 1992 році номер було повторно використано, щоб об’єднати тодішню Федеральну автомагістраль 430 і найзахіднішу на той час ділянку Федеральної автомагістралі 2 в одну суцільну нову автомагістраль.

## Маршрут
А40 починається як продовження голландського автобану 67 на прикордонному переході Нідердорф між містами Венло та Штрален. Звідти вона пролягає майже прямо на схід через громади Вахтендонк, Кемпен, Керкен, Ройрдт і Нойкірхен-Флюн до розв’язки автомагістралі Мерс, де перетинає A57. Через місто Мерс він досягає Рейну в Дуйсбурзі, який перетинає по мосту Ноєнкамп. Невдовзі після цього A40 перетинає A59 на розв’язці автомагістралі Дуйсбург і лише за 1,5 кілометри позаду нього, на розв’язці автомагістралі Кайзерберг, A3. Ділянка A40 від кордону з Нідерландами до розв’язки Кайзерберг раніше була частиною A2 і сьогодні все ще є частиною європейського маршруту 34.

## Історія

### Рурська швидкісна дорога
Будівництво Рурської швидкісної дороги почалося в 1926 році, коли більше третини всіх учасників дорожнього руху пересувалися на гужовому транспорті. У той час лінія в Рурському регіоні мала лише один контрольований переїзд у Ватеншайді. У 1934 році вона була перейменована на Райхштрассе 1, до 1935 року розширення було завершено, і тепер вона мала поперечний переріз дев’ять метрів, приблизно на двадцять сантиметрів менше, ніж найвужчий поперечний переріз сьогодні.
Після Другої світової війни Райхштрассе було перейменовано на Бундесштрассе 1. Зважаючи на збільшення трафіку, у 1952 році почалися міркування щодо розширення дороги до чотирьох смуг, і було додано середню ширину в чотири метри. Була прийнята швидкість 80 км/год. Велосипедні доріжки також мають бути побудовані між Ваттеншайдом і Дортмундом. З 1954 р. відбулося розширення. У листопаді 1955 року була відкрита перша ділянка між Краєм-Ессен і межами міста Ватеншайд. У липні 1957 року другу секцію було завершено в Дорстфельді-Дортмунд на захід від мосту Шнеткера. У 1958 році були закінчені ділянки між Ваттеншайдом і Бохумом і між межами міста Бохум і Лютгендортмундом-Дортмунд. У 1960 році Рурську швидкісну дорогу було відкрито в тодішньому міському районі Бохума.

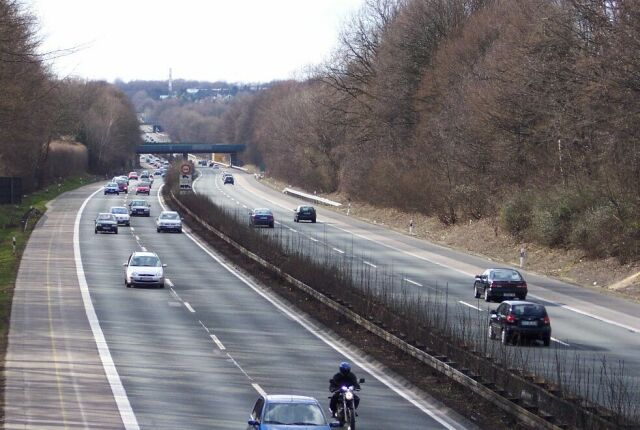
Автобан A40 оминає Бохум.

### Розширення А 40 замість паралельної автомагістралі А 44
Відповідно до «плану розширення федеральних магістральних доріг у 1971-1985 роках», який набув чинності в 1971 році, ще одна паралельна магістраль мала бути побудована всього в декількох кілометрах на південь від Рурської швидкісної магістралі. Після того, як цей маршрут було призначено автобану 44, він отримав назву «DüBoDo», щоб висловити мету безперервного сполучення автобаном від Дюссельдорфа через Бохум до Дортмунда. Ці плани не були реалізовані. Лише між Бохумом і Дортмундом була побудована ділянка, яка з’єднує A43 і A45. Через високі витрати та опір населення подальше будівництво через південь Дортмунда до Унни було відхилено в середині 1970-х років, а маршрут між Фельбертом і Бохумом не планувався з 2003 року.